# Brigade d'infanterie légère aéromobile nr. 7 (Espagne)
La Brigade d'infanterie légère aéromobile nr. 7 Galicia  est une unité militaire espagnole d'infanterie légère à Pontevedra. Cette unité a une vocation aéromobile, c'est-à-dire que ses troupes sont plus particulièrement entrainées pour les aérotransports à bord d'hélicoptères.

## Histoire et caractéristiques
La brigade a été fondée le 24 janvier 1966. Elle est principalement composée d'un régiment d'infanterie légère à deux bataillons sur véhicules BMR-600 et d'un bataillon d'infanterie (le 3e bataillon du 29e régiment d'infanterie légère Zaragoza). Les unités d'appui, de la taille de bataillons font partie de l'artillerie, du génie, des transmissions et de la logistique, mais comportent aussi un bataillon de reconnaissance.

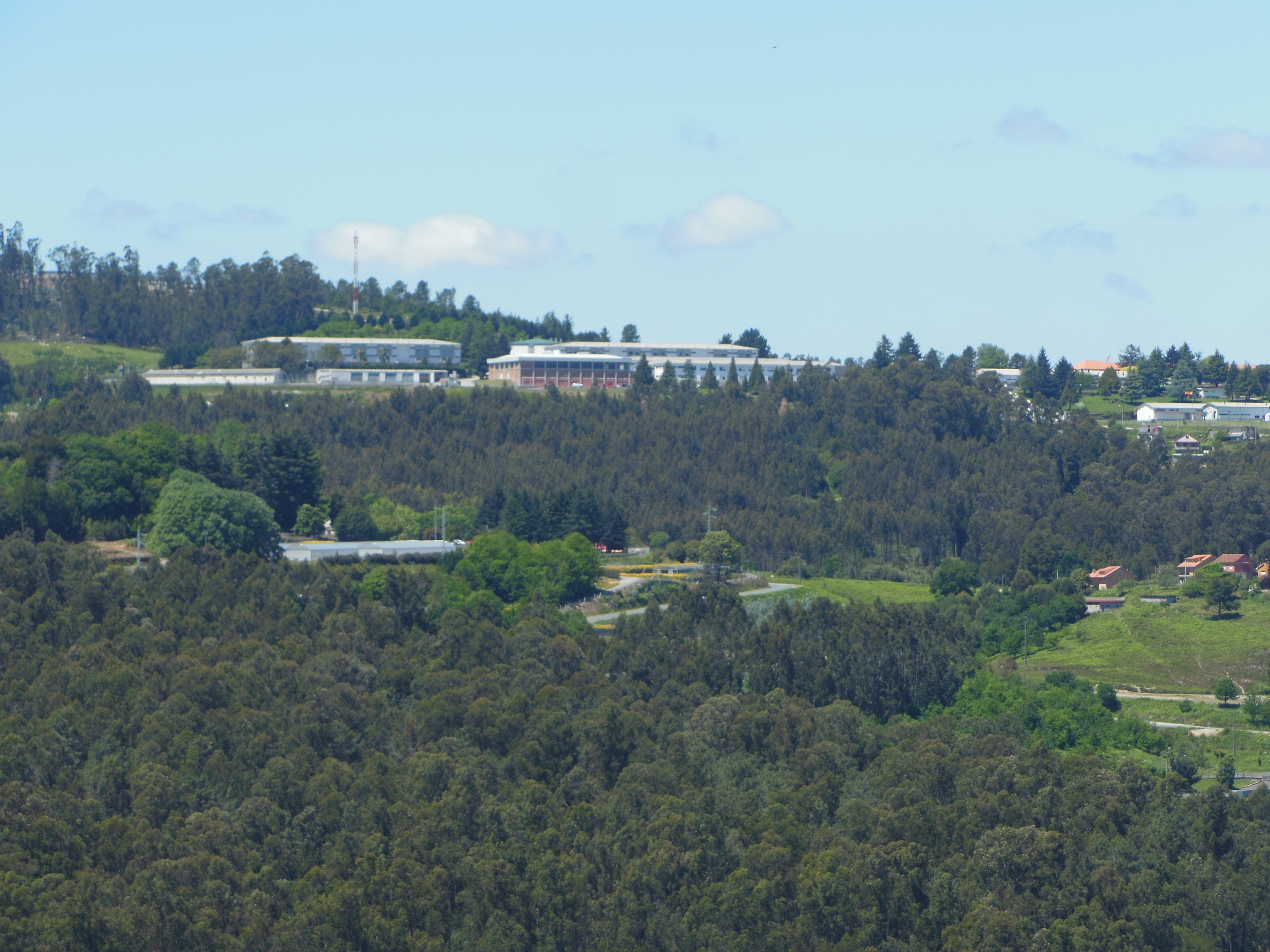
Vue de la Brilat

Le 17 janvier 1988, le CIR nº13 cède la caserne Figueirido à la brigade d'infanterie aéroportée.
La brigade est intégrée depuis le 28 juillet 2020 dans la division Castillejos, l'une des deux divisions existantes de l'armée espagnole.

## Missions
Le Brilat a participé à 21 missions de maintien de la paix, tant dans le cadre des Nations unies que de l'Alliance atlantique, entre 1995 et 2019.
La première mission internationale s'est déroulée en Bosnie-Herzégovine et la dernière au Mali. Le Kosovo, l'Irak, l'Afghanistan et le Liban étaient d'autres destinations.

## Impact
Le Brilat a un impact économique de 44 millions d'euros à Pontevedra. La Brilat est l'un des plus grands centres de travail de Pontevedra et de son aire urbaine. La base militaire a un effectif de 2 000 à 2 200 personnes entre emplois directs et indirects. 70 % du personnel est originaire de Galice et, parmi ces derniers, 43 % sont originaires de Pontevedra.